# Treppendorf (Hollfeld)
Treppendorf ist ein Gemeindeteil der Stadt Hollfeld im Landkreis Bayreuth (Oberfranken, Bayern). Die Gemarkung Treppendorf hat eine Fläche von 10,760 km². Sie ist in 1097 Flurstücke aufgeteilt, die eine durchschnittliche Flurstücksfläche von 9808,53 m² haben. In ihr liegen neben dem namensgebenden Ort die Gemeindeteile Höfen, Moggendorf und Welkendorf.

## Geografie
Treppendorf liegt am Oberlauf der Wiesent im nördlichen Teil der Fränkischen Schweiz. Das Dorf ist vom zwei Kilometer entfernten Hollfeld aus zunächst über die Staatsstraße 2191 und dann über eine Ortsstraße erreichbar.

## Geschichte
Bis zur kommunalen Verwaltungsreform war Treppendorf der Verwaltungssitz einer gleichnamigen Gemeinde im Landkreis Ebermannstadt, die neben dem Hauptort noch aus den drei Dörfern Höfen, Moggendorf und Welkendorf bestand. Die Gemeinde Treppendorf hatte 1961 insgesamt 309 Einwohner, davon 101 in Treppendorf, das damals 20 Wohngebäude hatte. Zum Beginn der bayerischen Gebietsreform wurde die Gemeinde Treppendorf am 1. Januar 1972 in die Stadt Hollfeld eingemeindet.